# Chloreuptychia arnea
Chloreuptychia arnea is een vlinder uit de onderfamilie Satyrinae van de familie Nymphalidae. De wetenschappelijke naam van de soort is voor het eerst geldig gepubliceerd in 1777 door Johann Christian Fabricius.